# 12261 Ledouanier
12261 Ledouanier è un asteroide della fascia principale. Scoperto nel 1989, presenta un'orbita caratterizzata da un semiasse maggiore pari a 2,2288015 UA e da un'eccentricità di 0,1578656, inclinata di 5,92469° rispetto all'eclittica.